# 멀리사 클레어 이건
멀리사 클레어 이건(Melissa Claire Egan, 1981년 9월 28일 ~ )은 미국의 배우이다.

## 출연 작품
- 썸웨어 슬로우 (2013)
- 원 트리 힐 (2003)
- 도슨의 청춘일기 (1998)